# Echeandia scabrella
Echeandia scabrella är en sparrisväxtart som först beskrevs av George Bentham, och fick sitt nu gällande namn av Robert William Cruden. Echeandia scabrella ingår i släktet Echeandia och familjen sparrisväxter. Inga underarter finns listade i Catalogue of Life.